# Maserati Quattroporte
Maserati Quattroporte je luxusní automobil s čtyřdveřovou karosérií (Quattroporte = italsky čtvery dveře) typu sedan. Italská automobilka Maserati tuto řadu luxusních sportovních vozů vyrábí s malými přestávkami od roku 1963. Pátá generace se stala historicky nejprodávanější řadou Quattroporte. V současné době je v nabídce již šestá generace tohoto vozu.

## 1. generace
Maserati Quattroporte I, Tipo AM 107 a AM 107/A (1964–1969)
Maserati Quattroporte I bylo poprvé představeno na Turínském autosalónu v roce 1963.
Technická specifikace:
Motor: vpředu, V8 cylinder @ 90°
Vrtání: 88 mm × 85 mm (93.9 × 110 mm)
Objem motoru: 4136 cc (4709 cc)
Kompresní poměr: 8.5:1
Výkon: 235 k/5500 rpm (290 k/5200 rpm)
Převodovka: 5stupňová manuální, volitelně 3stupňová automatická
Pneumatiky: přední 205 × 15, zadní 205 × 15
Hmotnost: 1700 kg (1650 kg)
Rozměry (délka, šířka, výška): 5000 × 1720 × 1360 mm
Maximální rychlost: 230 km/hod (245 km/hod)
Počet vyrobených kusů: 770
Cena se v té době pohybovala kolem 3360 Euro za Tipo AM 107 a 3900 Euro za Tipo AM 107/A
Maserati Quattroporte Frua, Tipo AM 121 (1974)
Technická specifikace:
Motor: 90 V8 AM 107.23.49
Vrtání: 93,9 × 89 mm
Objem motoru: 4930 cm
Výkon: 300 k při 5 500 ot./min.
Krouticí moment: 49 kgm/4000 rpm
Rozměry (délka, šířka, výška): 4905 × 1850 × 1150 mm
Rozvor: 2700 mm
Hmotnost: 1650 kg
Zrychlení (0–100 km/hod): 6,8 s
Maximální rychlost: 250 km/hod
Počet vyrobených vozů: 2
Cena se v té době pohybovala kolem 13 000 Euro.
Maserati Quattroporte Medici (1974)
Prototyp navržený ve studiu Italdesign.
Technická specifikace
Motor: 90 V8 AM 107.23.49
Vrtání: 93,9 × 89 mm
Objem motoru: 4930 cm
Výkon: 300 k při 5500 ot./min.
Krouticí moment: 49 kgm/4000 rpm
Rozměry (délka, šířka, výška): 5220 × 1860 × 1370 mm
Rozvor: 3100 mm
Hmotnost: 1880 kg
Zrychlení (0–100 km/hod): -
Maximální rychlost: 250 km/hod
Počet vyrobených vozů: 1
Cena se v té době pohybovala kolem 15 000 Euro

## 2. generace
Maserati Quattroporte II, Tipo AM 123 (1976–1978)
Druhá generace vznikla v době vlastnictví Maserati Citroenem. Jedná se čtyřdveřovou verzí Citroën SM s motorem z Maserati Merak. Design pochází od Bertoneho. Tato generace vznikla pouze ve 12 exemplářích a někdy nebývá řazena do vývojové linie řady Quattroporte.
Technická specifikace:
Motor: 90 V6 AM 114.50.30
Vrtání: 91,6 × 75 mm
Objem motoru: 2965,4 cm
Výkon: 210 k při 6000 ot./min.
Krouticí moment: 31 kgm/4000 rpm
Rozměry (délka, šířka, výška): 5200 × 1870 × 1400 mm
Rozvor: 3070 mm
Hmotnost: 1600 kg
Zrychlení (0-100 km/hod.): 9,5 s
Maximální rychlost: 200 km/hod
Počet vyrobených vozů: 12
Cena se v té době pohybovala kolem 8000 Euro.

## 3. generace
Maserati Quattroporte III, Tipo AM 330 (1979–1990)
Návrh karoserie pochází ze studia Italdesign.
Technická specifikace:
Motor: 90 V8 AM 107.23.49
Vrtání: 93,9 × 89 mm
Objem motoru: 4930 cm
Výkon: 290 k při 5500 ot./min.
Krouticí moment: 40 kgm/3000 rpm
Rozměry (délka, šířka, výška): 4910 × 1890 × 1385 mm
Rozvor: 2800 mm
Hmotnost: 1950 kg
Zrychlení (0–100 km/hod.): 7 s
Maximální rychlost: 230 km/hod
Počet vyrobených vozů: 2110
Cena se v té době pohybovala kolem 29 000 Euro.
Maserati Quattroporte III Royale, Tipo AM 330/49 (1987–1990)
Luxusnější, výkonnější a dražší verze Tipo AM 330.
Technická specifikace:
Motor: 90 V8 AM 107.23.50
Vrtání: 93,9 × 89 mm
Objem motoru: 4930 cm
Výkon: 300 k při 5500 ot./min.
Krouticí moment: 41 kgm/3000 rpm
Rozměry (délka, šířka, výška): 4910 × 1890 × 1385 mm
Rozvor: 2800 mm
Hmotnost: 1975 kg
Zrychlení (0–100 km/hod.): 6,6 s
Maximální rychlost: 240 km/hod
Počet vyrobených vozů: 53
Cena se v té době pohybovala kolem 65 000 Euro.

## 4. generace
Maserati Quattroporte IV (1994–2001)
Čtvrtá generace Maserati Quattroporte, někdy také nazývané „malé Quattroporte“, vycházela z mnohem menší oblíbené řady biturb. Quattroporte IV byla veřejnosti představena na Turínském autosalónu v roce 1994.
Design tohoto vozu pochází od známého italského designéra Marcela Gandiniho. Z jeho pera pochází také legendy typu Lamborghini Miura, Countach, Diablo, Lancia Stratos či Bugatti EB110.
Gandiniho rukopis je snadno identifikovatelný ve zkoseném tvaru zadních blatníků (připomínají futuristické prvky Lamborghini Countach). Předchůdci této řady Quattroporte byli poměrně velcí a rozložití. Přestože byla vybavena výkonnými osmiválci, o dobré rozložení hmotnosti a opravdovém sportovním výkonu nemohla být řeč. Sportovní ambice nabízela mrštná Biturba a tuto ambici mělo nepochybně i Quattroporte čtvrté řady.
Čtyři a půl metru dlouhá karosérie s klínovitým tvarem opravdu vypadá velmi kompaktně a uceleně.
Zavěšení kol vycházelo z řady Ghibli II, a bylo patřičně modernizováno a důkladně otestováno vozy v seriálu Ghibli Cup. Přední kola používala závěsy McPherson, doplněné hydraulickými stavitelnými tlumiči a příčným stabilizátorem. Zadní zavěšení bylo nezávislé na pomocném rámu.
Standardem byl samosvorný diferenciál.
Agregáty byly modernizovanými verzemi motorů osazovaných do řady Biturbo (kromě vrcholného osmiválce, který debutoval v nekompromisním sporťáku Maserati Shamal - ovšem i tento V8 konstrukčně vychází z vidlicového šestiválce V6 4AC 24V.
Zpočátku se Quattroporte vyrábělo se dvěma motory - šestiválci o objemech motoru 2.0 l a 2,8 l. Možná se ptáte, proč se pro Quattroporte vyráběly dva objemově rozdílné motory o podobném výkonu? Produkci Quattroporte s motorem 2.0 si vyžádala daňová politika italské vlády, která auta se zdvihovým objemem vyšším než 2000 cm³ výrazně zdražovala. Proto bylo například Quattroporte s 2.0 l motorem určeno výhradně pro italský trh a do Čech se nikdy nedovážela.
Od roku 1996 se do tohoto typu montovaly motory V8 o objemu motoru 3,2 l s výkonem 247 kW (335 koní). Velkou výhodou tohoto motoru byl okamžitý záběr od nízkých otáček a plochá křivka točivého momentu, která mezi 2500 a 4900 rpm neklesala pod hodnotu 440 Nm.
Agregáty byly odlévány z lehkých slitin a standardně vybaveny elektronicky řízeným vstřikováním a zapalováním. V litrovém výkonu, průběhu točivého momentu a odolnosti patřily tyto motory ve své době k absolutní světové špičce.
Dvoulitr disponoval šestistupňovou převodovku Getrag, 2.8 měl pětistupňovou převodovku nebo příplatkový čtyřstupňový automat od německé firmy ZF.
Výkonnostní parametry se u těchto „Raket Trident“, jak o nich psal dobový odborný tisk (Automobil revue č.4 v roce 1997), se pohybovaly od 287–345 koní. Maximální rychlost kolem 280 km/hod. a zrychlení kolem 5,8 s na 100 km/hod.
Od roku 1997 se vyráběla tzv.verze Evolutione, která měla za cíl ukázat snahy Fiatu o zvýšení kvality této řady.
Přehled o počtu vyrobených vozů:
Celkový počet vyrobených vozů v letech 1994–2001 je okolo 2841 vozů.
Počet vyrobených vozů podle motorizací:
Motor V6, 2.0, počet: 587

Motor V6, 2.8, automatická převodovka, počet: 668

Motor V8, 3.2, počet: 415

Období produkce: 1994–1998

Evoluzione, motor V6, 2.8, počet: 241

Evoluzione, motor V6, 2.8, automatická převodovka, počet: 148

Období produkce: 1997–2001

Evoluzione, motor V8, 3.2, počet: 258

Evoluzione, motor V8, 3.2, Automatic, počet: 524

## 5. generace
Maserati Quattroporte V, Tipo M 139 AQ/340 (2003–2012)
Pátá generace Maserati Quattroporte se vyrábí od roku 2003. Návrh karoserie dělal Pininfarina. V roce 2008 doznala tato verze výraznějších změn v podobě úprav kareserie, podvozku, motorové části a převodovky.
Technická specifikace:
Motor: 90 V8
Vrtání: 92 × 79,8 mm
Objem motoru: 4244 cm
Výkon: 400 k při 7000 ot./min.
Krouticí moment: 46 kgm/3000 rpm
Rozměry (délka, šířka, výška): 5052 × 1895 × 1438 mm
Rozvor: 3064
Hmotnost: 1860 kg
Zrychlení (0–100 km/hod.): 5,2 s
Maximální rychlost: 275 km/hod

## 6. generace
Maserati Quattroporte VI (2013–současnost)
V roce 2012 Maserati představilo šestou generaci. Nové Quattroporte je dlouhé 5263 mm a široké 1948 mm. Rozvor narostl o 107 mm.

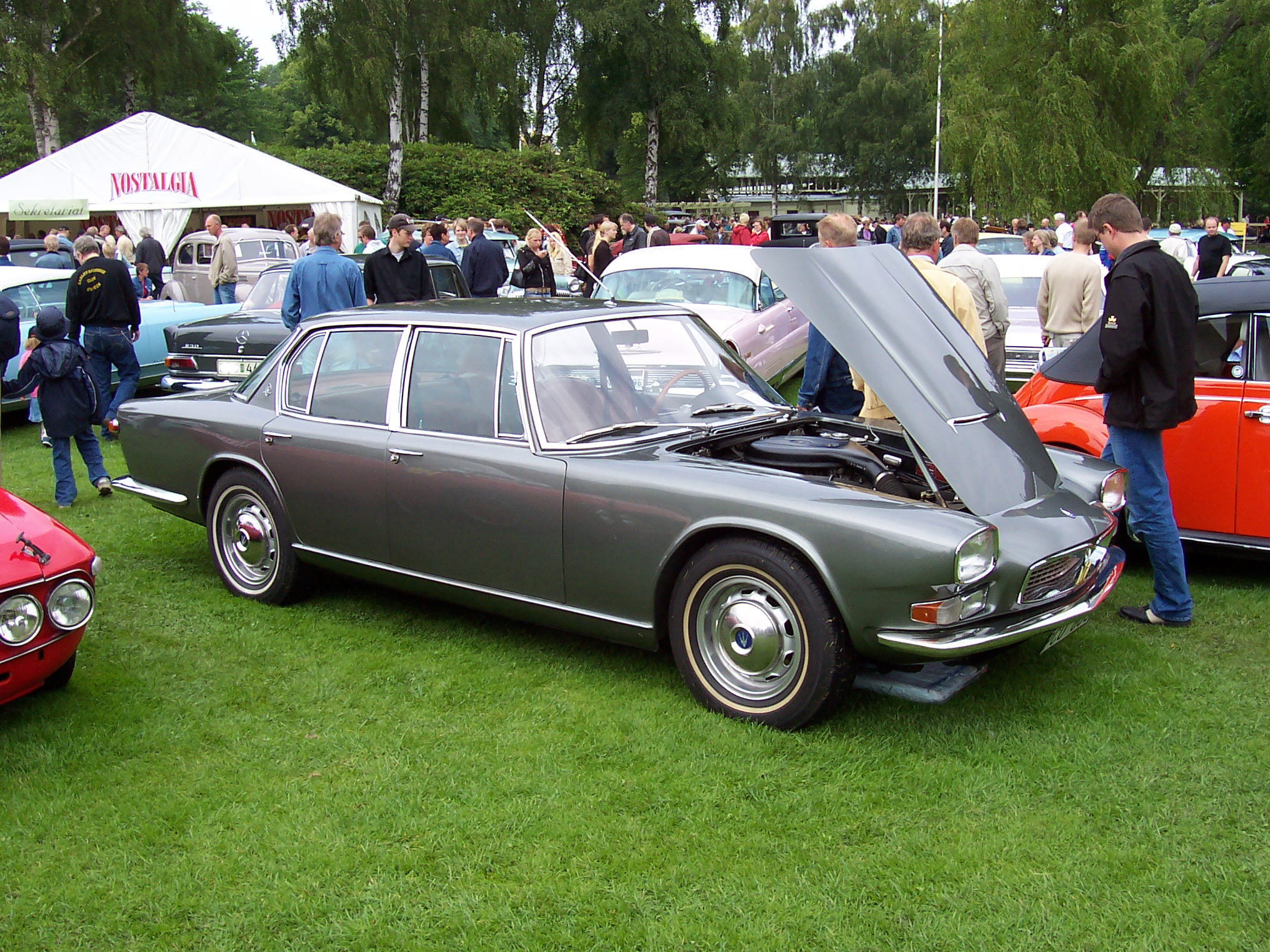
Maserati Quattroporte I (1963–1969)
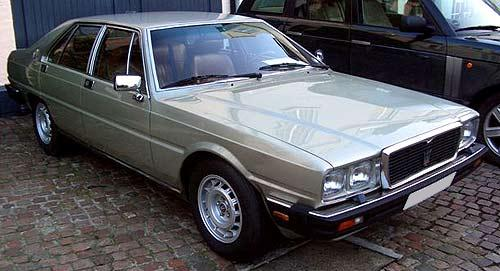
Maserati Quattroporte III (1976–1990)
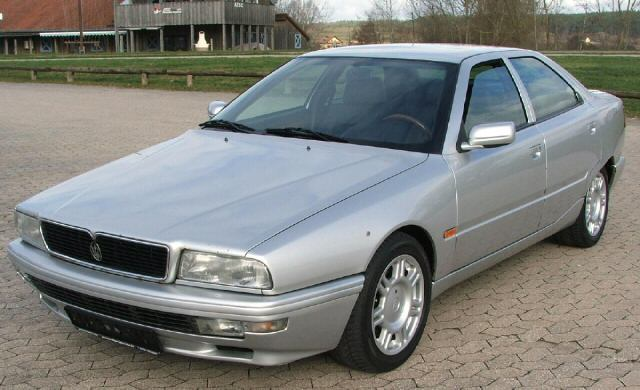
Maserati Quattroporte IV (1994–2001)